# Arthur Pease (homme politique)
Pour l’article homonyme, voir Arthur Pease (1er baronnet).
Arthur Pease, né le 12 septembre 1837 et mort le 27 août 1898, est un homme politique et entrepreneur britannique du XIXe siècle. Issu d'une famille influente de Darlington, il est le fils de Joseph Pease (1799-1872). Il dirige plusieurs entreprises locales dont la Stockton and Darlington Railway avant de s'investir en politique. Il occupe de nombreuses fonctions locales, comme celle de maire de Darlington, puis devient député libéral de Whitby de 1880 à 1885 et libéral unioniste de Darlington de 1895 jusqu'à sa mort le 27 août 1898.

## Biographie
Arthur Pease naît le 12 septembre 1837. Il est le troisième fils de Joseph Pease et suit sa formation à la Grove House School de Tottenham. Il commence sa carrière dans les filatures de laine familiales. Il est le frère de Joseph Whitwell Pease.
Il se marie le 14 avril 1864 avec Mary Lecky Pike. Ils ont deux fils, Sir Arthur Pease (1er baronnet) (1866-1927) et Herbert Pease (1er baron Daryngton) (1867-1949), et une fille Winifred Pike Pease, qui épouse en 1903 Roger William Bulwer Jenyns, de Bottisham Hall, Cambridgeshire; ils sont les parents de l'historien de l'art Soame Jenyns (en) ,.
Entrepreneur à succès, il devient directeur de nombreuses entreprises locales telles que la Stockton and Darlington Railway. Il s'investit au sein des quaker et devient un ministre non sectaire. Il devient également directeur de la Darlington Grammar School. Actif dans les mouvements sociaux, philanthropiques, politiques et religieux, il favorise le volontariat dans l'éducation.
Dès 1873, il se lance en politique en devenant maire de Darlington, puis vice président du conseil du comté de Durham. Il s'investit au sein de la Aborigines’ Protection Society et organise la conférence une importante conférence sur les affaires orientales en 1876, s'opposant à l'autonomie locale. Il est membre de la Commission royale sur l'opium en Inde de 1893 à 1995.  Il est député libéral de Whitby de 1880 à 1885 et libéral unioniste de Darlington de 1895 jusqu'à sa mort le 27 août 1898, à l'âge de 60 ans, à la suite de plusieurs mois de maladie.

## Scandale du Général Gordon
En 1885, il est repris sur la liste des membres du Parlement dont le vote provoque des retards de ravitaillements et de renfort durant la guerre anglo-égyptienne. En effet, le 13 mai 1884, Michael Hicks Beach présente à la Chambre des communes du Royaume-Uni la résolution ayant conduit à l'échec de Charles Gordon : « Que cette Chambre déplore de constater que le cours suivi par le gouvernement de Sa Majesté n'a pas contribué à promouvoir le succès de la mission du général Gordon, et que même les mesures nécessaires pour assurer sa sécurité personnelle sont encore retardées. ». Un article juge les membres parlementaires ayant refusé cette résolution comme directement responsables de la mort du général, incluant Arthur Pease.